# ۵۶۵ (میلادی)
۵۶۵ (میلادی) پانصد و شصت و پنجمین سال تقویم میلادی است.

## درگذشتگان
‎